# Вирё-Молен
Вирё-Моле́н (фр. Vireux-Molhain) — коммуна во Франции, находится в регионе Шампань — Арденны. Департамент коммуны — Арденны. Входит в состав кантона Живе. Округ коммуны — Шарлевиль-Мезьер.
Код INSEE коммуны — 08486.
Коммуна расположена приблизительно в 220 км к северо-востоку от Парижа, в 130 км севернее Шалон-ан-Шампани, в 35 км к северу от Шарлевиль-Мезьера.

## Население
Население коммуны на 2008 год составляло 1674 человека.
| 1962 | 1968 | 1975 | 1982 | 1990 | 1999 | 2008 |
| ---- | ---- | ---- | ---- | ---- | ---- | ---- |
| 2017 | 1939 | 2039 | 1936 | 1923 | 1835 | 1674 |

## Экономика
В 2007 году среди 1075 человек в трудоспособном возрасте (15—64 лет) 746 были экономически активными, 329 — неактивными (показатель активности — 69,4 %, в 1999 году было 67,7 %). Из 746 активных работали 611 человек (387 мужчин и 224 женщины), безработных было 135 (65 мужчин и 70 женщин). Среди 329 неактивных 94 человека были учениками или студентами, 80 — пенсионерами, 155 были неактивными по другим причинам.

## Достопримечательности
- Заповедник Вирё-Молен[фр.].
- Соборная церковь Сент-Эрмель (XI век). Исторический памятник с 1964 года.[3]
- Церковь Сен-Мартен.
- 19 пограничных знаков, установленных на границе княжества Льеж.

## Фотогалерея

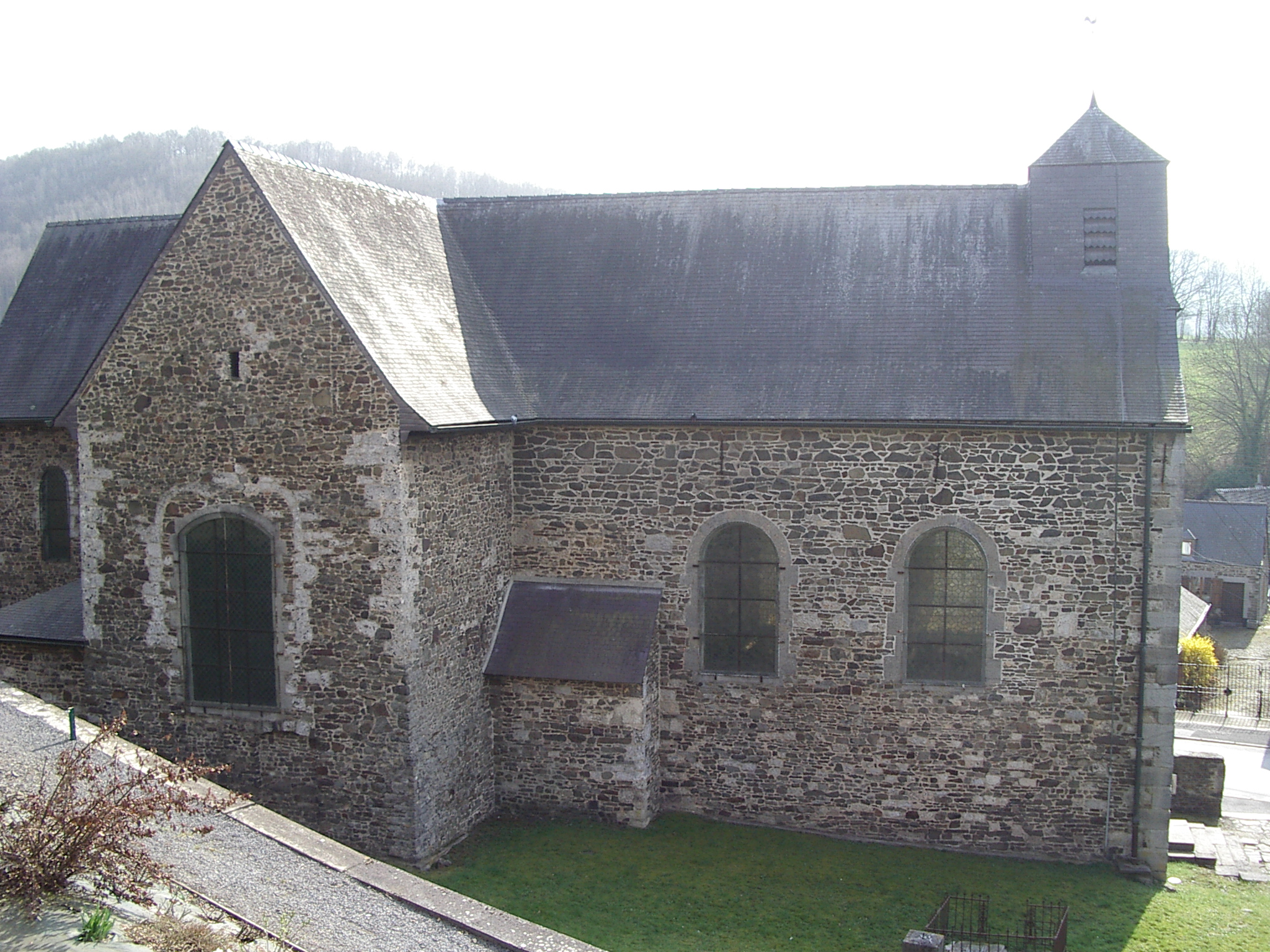
Соборная церковь Сент-Эрмель
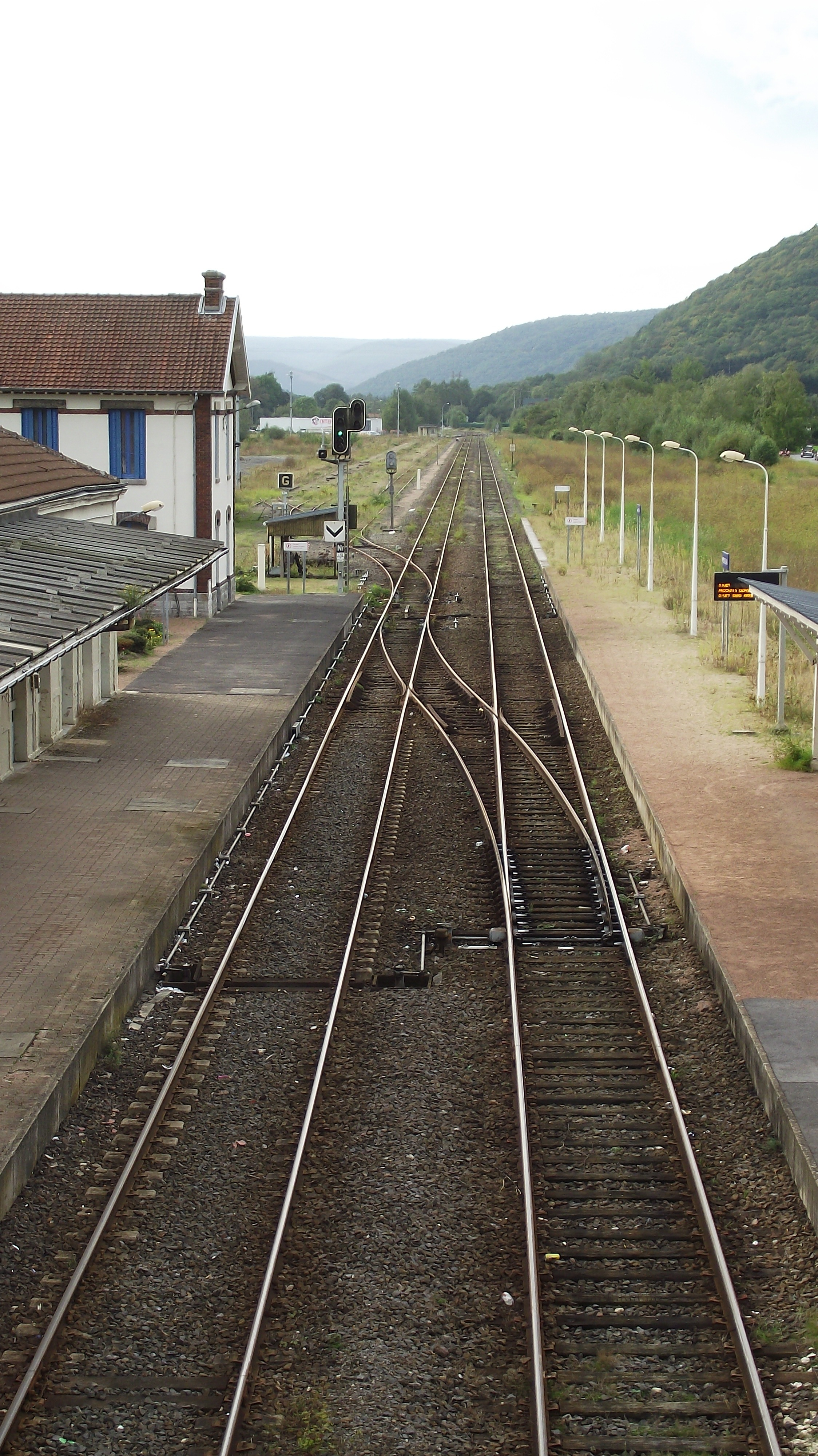
Вокзал
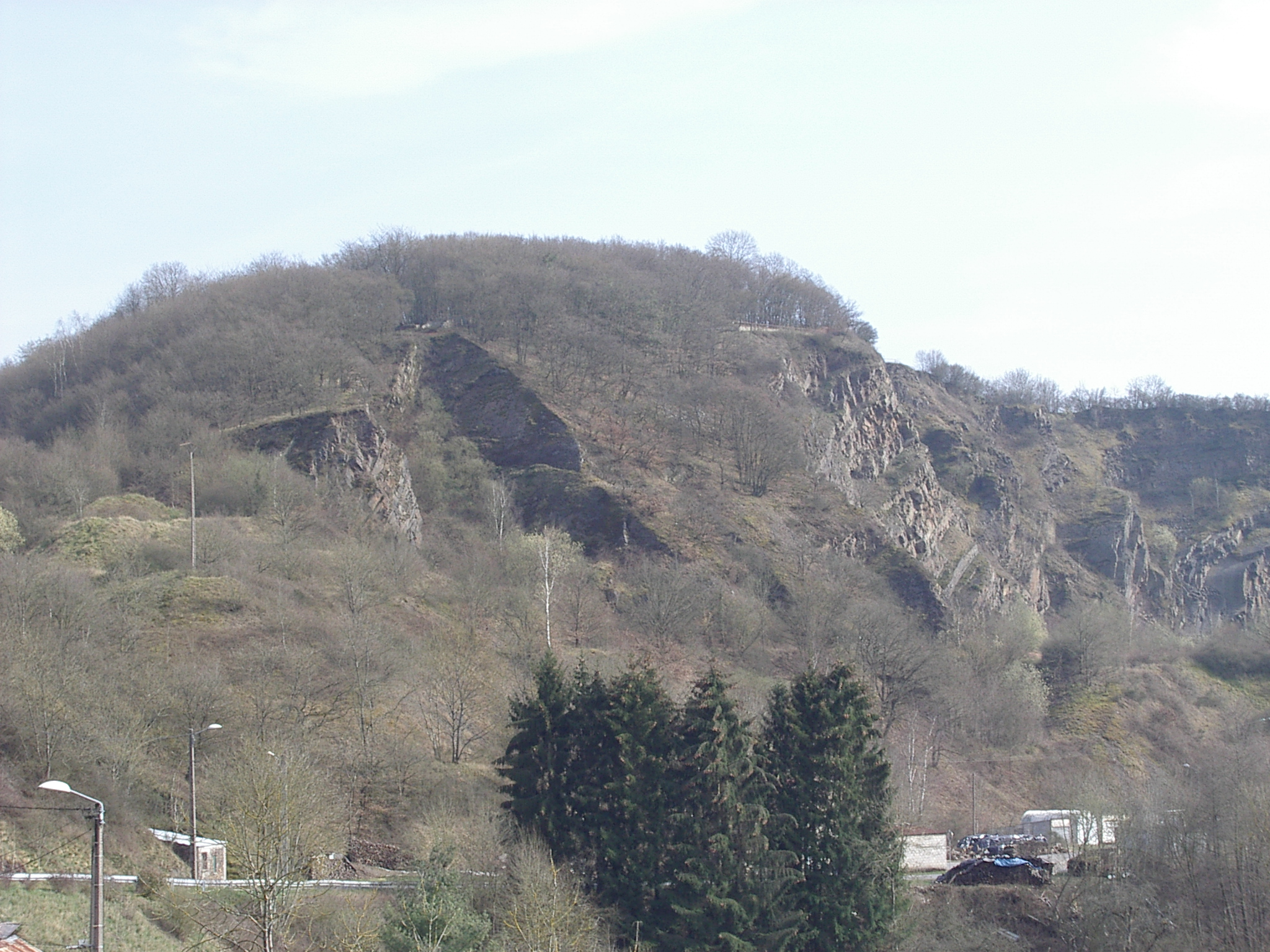
Гора Вирё
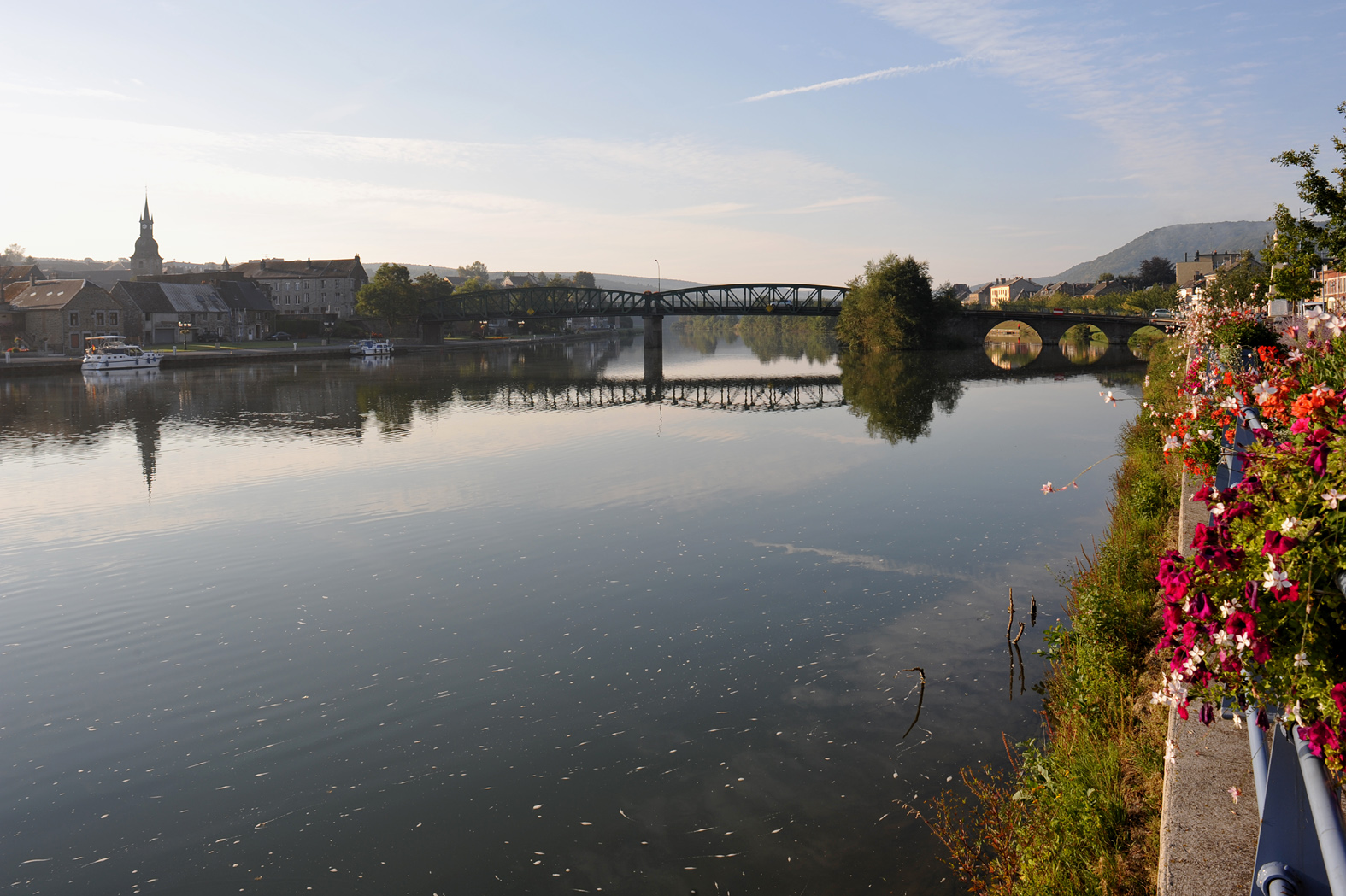
Мост через реку Мёз